# Wiśniew (powiat siedlecki)
Wiśniew – wieś w Polsce położona w województwie mazowieckim, w powiecie siedleckim, w gminie Wiśniew. Ma status sołectwa. Przebiega przez nią droga krajowa nr 63 Węgorzewo – Sławatycze i trzy drogi gminne: do Stoku Wiśniewskiego, do wsi Ciosny i Kaczory.
W latach 1975–1998 miejscowość należała administracyjnie do województwa siedleckiego.
Miejscowość jest siedzibą gminy Wiśniew i parafii rzymskokatolickiej Najświętszego Serca Jezusowego. Znajduje się tu również Szkoła Podstawowa im. Bolesława Chrobrego.

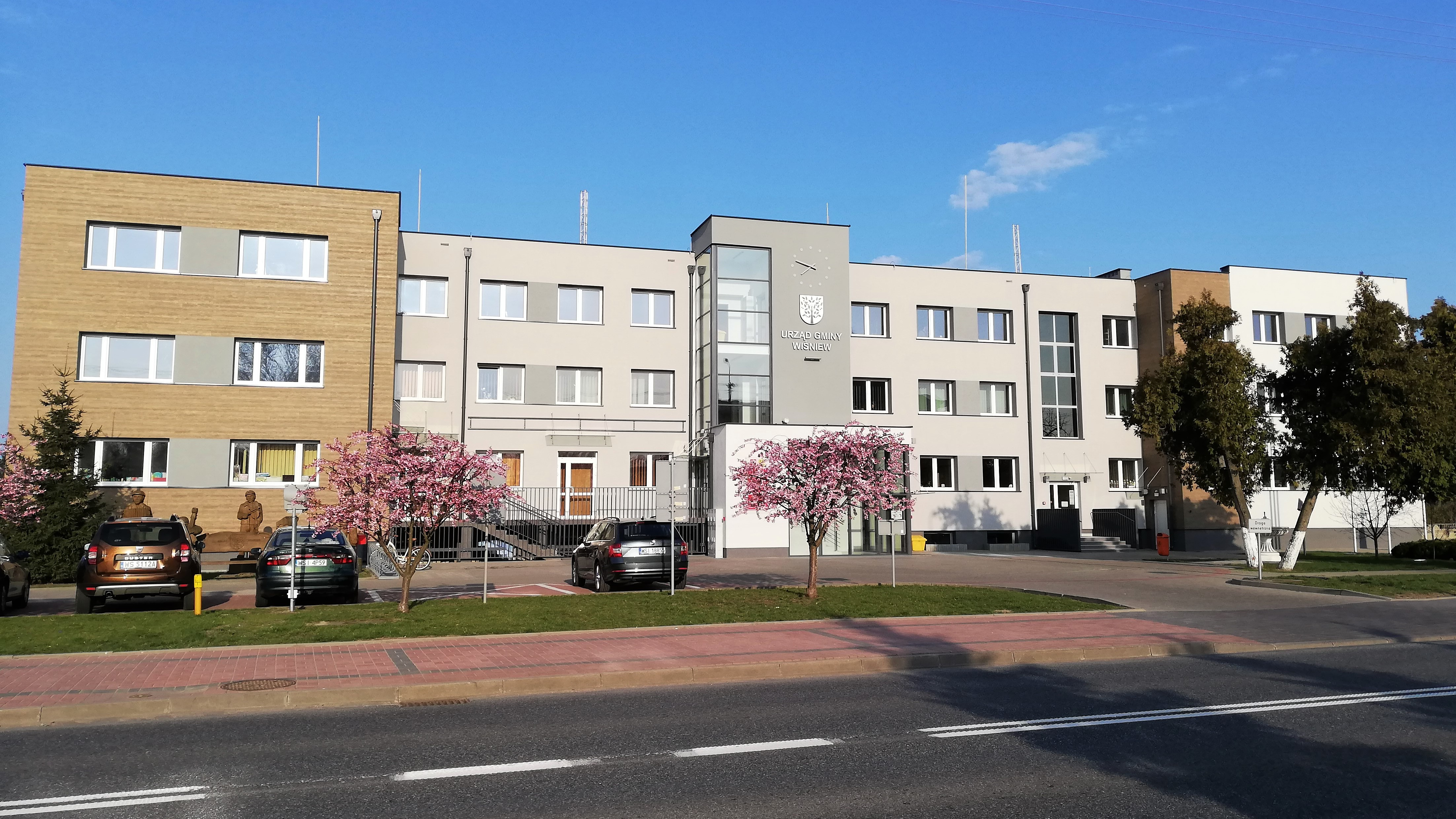
Urząd Gminy w Wiśniewie
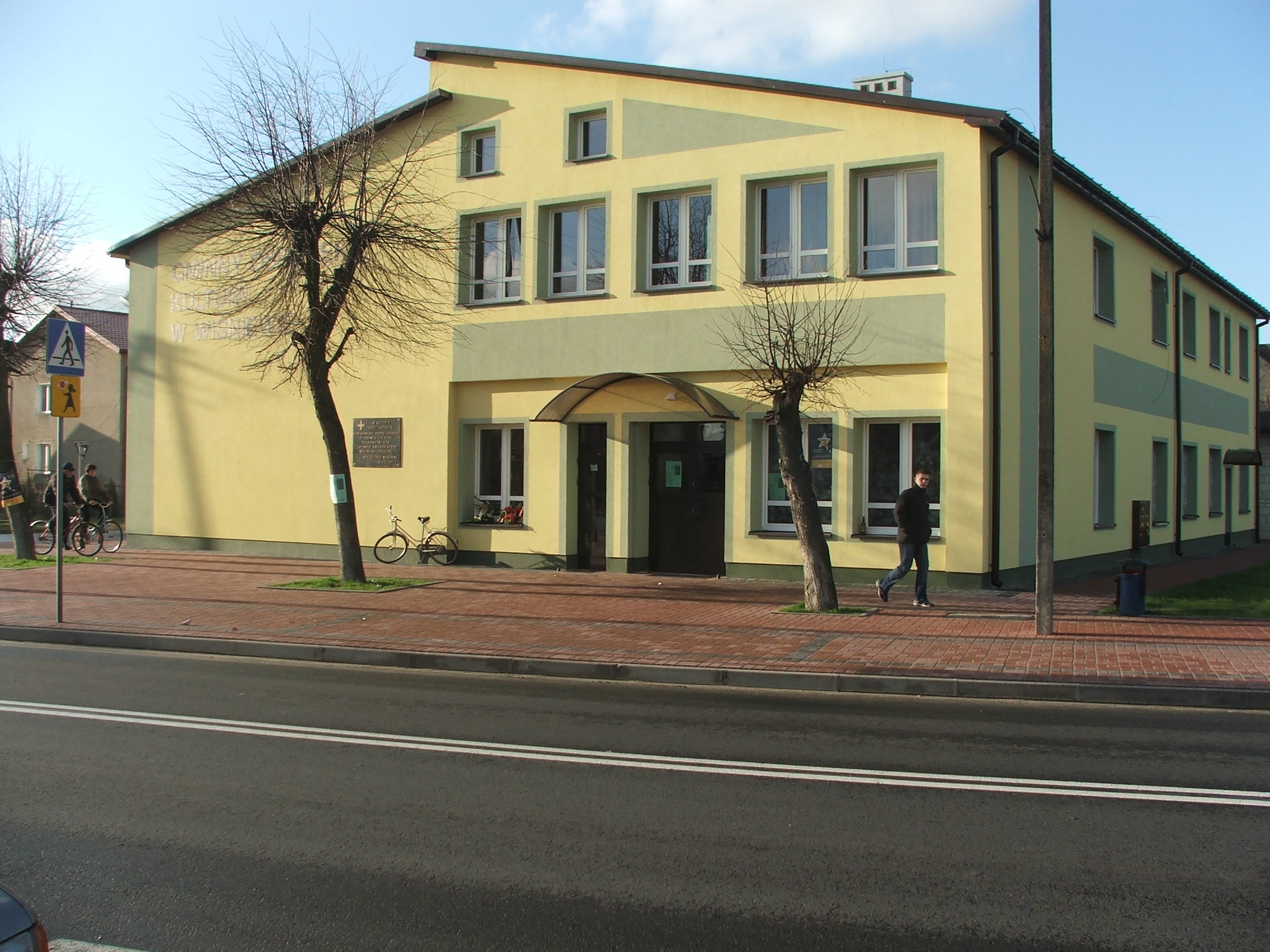
Gminny Ośrodek Kultury
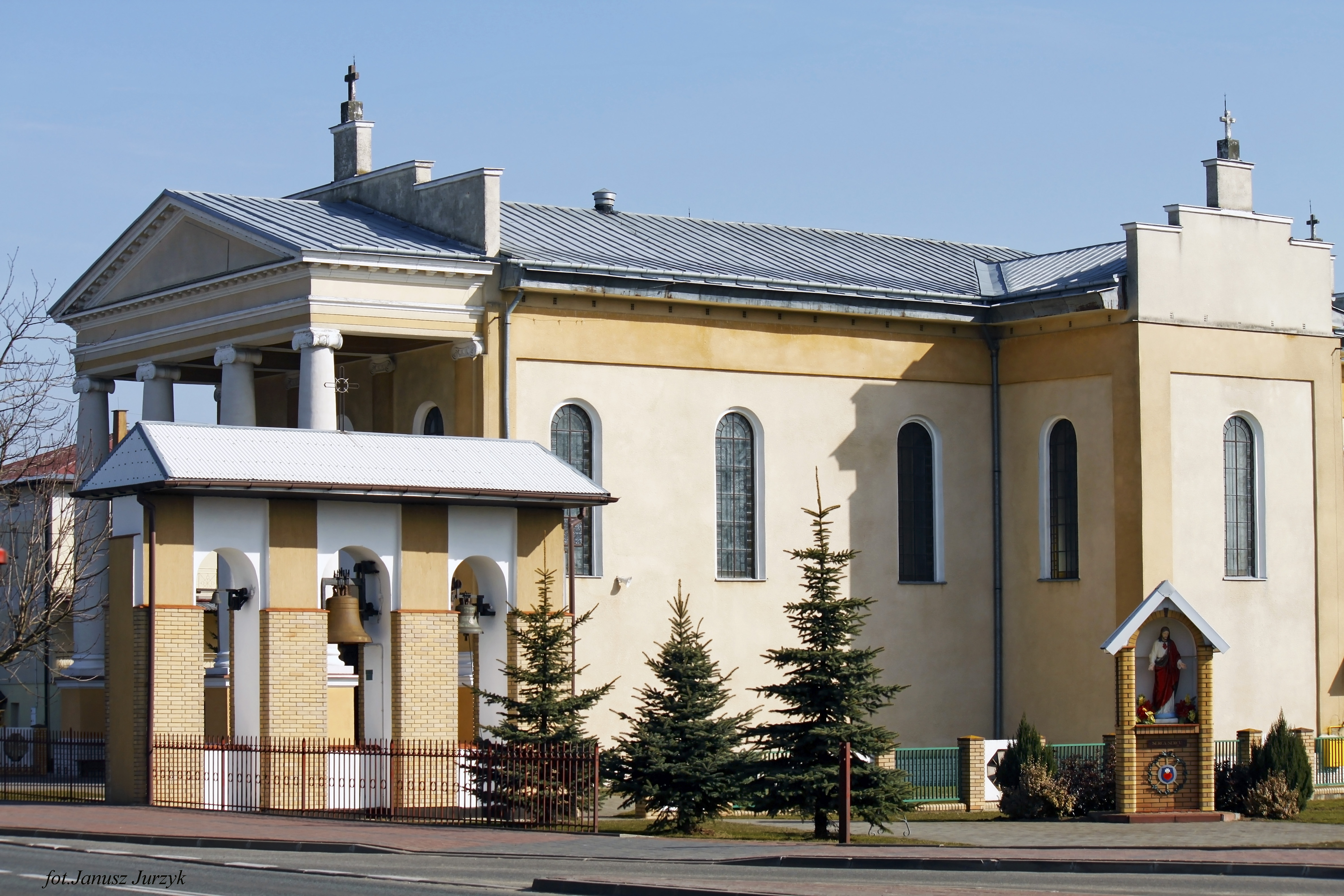
Kościół pw. Najświętszego Serca Jezusowego

## Historia
W 1930 w Wiśniewie urodził się Bogusław Gierlach (zm. 2007 r.), historyk i archeolog.
Podczas II wojny światowej, w lipcu 1944 r. wieś została spacyfikowana przez żandarmerię niemiecką. Niemcy zamordowali dwie osoby i spalili dwa gospodarstwa. Miejscowość z rąk niemieckich została wyzwolona 24 lipca przez wojska radzieckie, które tego samego dnia ruszyły na północ i rozpoczęły bitwę o Siedlce.
Za zasługi w walce z Niemcami, Wiśniew otrzymał czołg T-34, aktualnie znajdujący się w centrum wsi na przeciwko kościoła pw. Najświętszego Serca Jezusowego i Urzędu Gminy. Wzbudzał on kontrowersje i spowodował konflikt między władzą świecką a katolicką. Problem dotyczył skierowania lufy czołgu, czy miała celować w stronę plebanii, czy też Urzędu Gminy.
W 2004 r. czołg został wypożyczony na potrzeby filmu o inwazji na Czechosłowację w 1968 roku. W 2006 r. powrócił na swoje miejsce.

## Kultura
- Gminny Ośrodek Kultury w Wiśniewie,
- Zespół Ludowy Wiśniewiacy
- Grupa Taneczna Art Dance